# 1916年臺灣
|        | 臺灣歷史 \| 台灣歷史年表 |
| 世纪： | 19世纪臺灣 \| 20世纪臺灣 \| 21世纪臺灣 |
| 年代： | 1880年代臺灣 \| 1890年代臺灣 \| 1900年代臺灣 \| 1910年代臺灣 \| 1920年代臺灣 \| 1930年代臺灣 \| 1940年代臺灣                                           |
| 年份： | 1911年臺灣 \| 1912年臺灣 \| 1913年臺灣 \| 1914年臺灣 \| 1915年臺灣 \| 1916年臺灣 \| 1917年臺灣 \| 1918年臺灣 \| 1919年臺灣 \| 1920年臺灣 \| 1921年臺灣 |
| 纪年： | 丙辰年（龙年）、日本大正5年 |

1916年台灣舉辦了臺灣勸業共進會。第一位取得東京帝大文學士的臺灣人林茂生於本年自東京帝大畢業。:250

## 政府

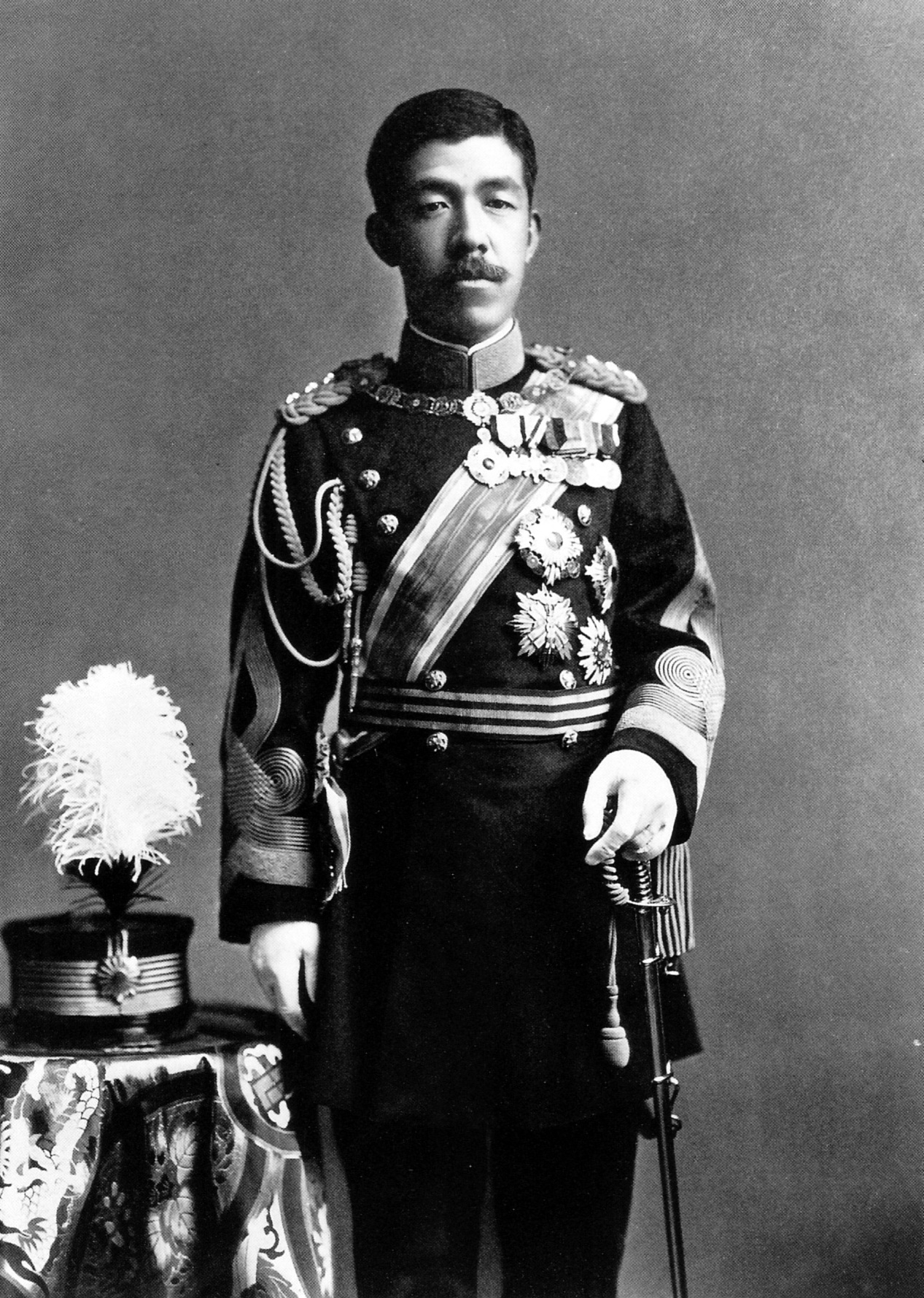
天皇：大正天皇
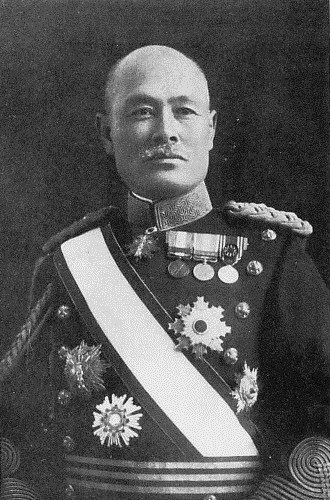
臺灣總督：安東貞美
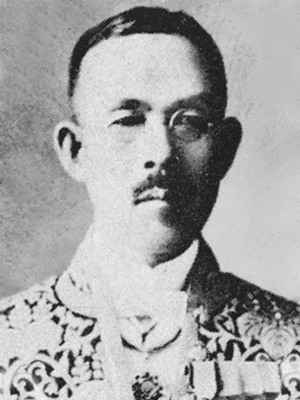
民政長官：下村宏

## 大事記
- 4月10日——在臺北舉辦臺灣勸業共進會，展出當時大日本帝國各地（含朝鮮、關東州、樺太等地）的產業與經濟情況[2]:290。
- 5月15日——臺灣勸業共進會結束[2]:291。
- 8月18日——南投廳埔裏社支廳發生地震，芮氏規模6.8。造成16人死亡，614棟房屋全毀。
- 11月5日——南投廳再發生地震，芮氏規模6.1。造成1人死亡，97棟房屋毀損。

## 出生
- 2月18日——陳智雄，臺灣獨立運動參與者，台灣共和國臨時政府的東南亞巡迴大使。（1963年逝世）
- 4月23日——王金河，臺灣醫師，被稱為「烏腳病之父」。（2014年逝世）
- 5月10日——張啟仲，政治人物。曾任臺中市議員、市長、立法委員。（2009年逝世）
- 5月15日——蔣方良，中華民國總統蔣經國夫人。出生於俄羅斯帝國。（2004年逝世）
- 6月8日——吳晉淮，臺灣歌謠作曲家及臺語歌手。（1991年逝世）
- 6月23日——吳昌征，棒球選手，曾代表嘉農打進甲子園。（1987年逝世）
- 7月1日——呂泉生，音樂家。（2008年逝世）
- 10月6日——蔣緯國，中華民國國民革命軍將領，中华民国总统蒋经国之弟。出生於日本東京。（1997年逝世）
- 10月12日——吳基福，醫師、政治人物。曾任中華民國立法委員。（1985年逝世）
- 11月7日——矮仔財，本名鐘福財，藝名張福財。電影、電視演員。出演電影《王哥柳哥遊台灣》。（1992年逝世）
- 12月29日——吳尊賢，企業家。臺南紡織創辦人。（1999年逝世）